# Transformare termodinamică
O transformare termodinamică este o succesiune de stări prin care trece un sistem termodinamic când parametrii săi variază de la valorile din starea inițială la cele din starea finală.
O transformare simplă este o transformare care respectă de la început și până la sfârșit aceeași lege de transformare. Exemple de transformări simple:
- Transformarea izocoră sau (Legea Gay-Lussac), care se petrece la volum constant;
- Transformarea izobară, (Legea lui Charles), care se petrece la presiune constantă;
- Transformarea izotermică, (Legea Boyle-Mariotte), care se petrece la temperatură constantă;
- Transformarea adiabatică, care se petrece fără schimb de căldură cu mediul ambiant;
- Transformarea politropică, care se petrece cu exponent politropic constant;
- Transformarea izoentalpică, care se petrece la entalpie constantă;
- Transformarea izoentropică, care se petrece la entropie constantă.

## Modele
În tehnică, în special în termoenergetică, se folosesc următoarele tipuri de modele:
- Modelul gazului ideal, care pentru aer și amestecuri de gaze departe de punctul critic este o aproximație cât se poate de satisfăcătoare, astfel că expresiile matematice care descriu transformările se referă la proprietățile gazului ideal, caracterizat prin ecuația de stare:

{\displaystyle \ pV={\frac {m}{M}}RT}
unde:
p este presiunea, în Pa;
V este volumul, în m3;
m este masa gazului, în kg;
M este masa molară a gazului, în kg/kmol;
R este constanta universală a gazelor = 8314,472 m3 Pa K-1 kmol-1
T este temperatura absolută, în K.
- Modele ale gazelor reale, pentru care ecuația de stare a gazelor ideale este nesatisfăcătoare. Expresiile matematice ale ecuațiilor de stare sunt foarte complexe, astfel că în acest caz pentru calcule în aplicații practice se folosesc diagrame, tabele de valori, și, actual, aplicații pe calculator.

## Transformări
Pentru gazul ideal, la fiecare transformare vor fi prezentate expresiile matematice ale variației parametrilor de stare, a lucrului mecanic exterior, a lucrului mecanic tehnic, a căldurii schimbate, a capacității termice masice corespunzătoare transformării și a entropiei. În relațiile de mai jos indicii 1, respectiv 2 se referă la starea inițială, respectiv cea finală a sistemului.

### Transformare izocoră
O transformare izocoră are loc la volum constant. O consecință este că lucrul mecanic exterior este nul. Căldura schimbată într-un astfel de proces este transformată în întregime în variația de energie internă a sistemului, materializată prin variația presiunii și temperaturii sistemului. Un exemplu de astfel de sistem este un vas închis încălzit. Perechea de parametri conjugați semnificativă este T-s.
- Legea de transformare:

{\displaystyle V=const\,}
- Variația parametrilor:

{\displaystyle {\frac {p_{1}}{p_{2}}}={\frac {T_{1}}{T_{2}}}}
- Lucrul mecanic exterior este zero:

{\displaystyle L_{12}=\int _{1}^{2}p\ dV=0}
- Lucrul mecanic tehnic:

{\displaystyle L_{t12}=\int _{1}^{2}V\ dp=V\left(p_{1}-p_{2}\right)}
- Căldura schimbată:

{\displaystyle Q_{12}=U_{2}-U_{1}=m\ c_{v}\left(T_{2}-T_{1}\right)}
unde U este energia internă, iar cv este capacitatea termică masică medie la volum constant pe intervalul de temperaturi t1 - t2
- Capacitatea termică masică (la volum constant):

{\displaystyle c_{v}={\left({\frac {\partial u}{\partial T}}\right)}_{V}={\frac {R}{k-1}}}
- Variația entropiei:

{\displaystyle s_{2}-s_{1}=c_{v}\ln {\frac {T_{2}}{T_{1}}}}

### Transformare izobară
O transformare izobară are loc la presiune constantă. Un exemplu de astfel de transformare apare într-un cilindru închis (sistem termodinamic izolat) în care pistonul se mișcă, însă presiunea din cilindru rămâne constantă, de exemplu presiunea atmosferică. Perechea de parametri conjugați semnificativă este p-V.
- Legea de transformare:

{\displaystyle p=const\,}
- Variația parametrilor:

{\displaystyle {\frac {V_{1}}{V_{2}}}={\frac {T_{1}}{T_{2}}}}
- Lucrul mecanic exterior:

{\displaystyle L_{12}=\int _{1}^{2}p\ dV=p\left(V_{2}-V_{1}\right)={\frac {m}{M}}\ R\left(T_{2}-T_{1}\right)}
- Lucrul mecanic tehnic este zero:

{\displaystyle L_{t12}=\int _{1}^{2}V\ dp=0}
- Căldura schimbată:

{\displaystyle Q_{12}=I_{2}-I_{1}=mc_{p}\left(T_{2}-T_{1}\right)}
unde {\displaystyle I\,} este entalpia, iar {\displaystyle \left[c_{p}\right]_{t_{1}}^{t_{2}}} este capacitatea termică masică medie la presiune constantă pe intervalul de temperaturi t1 - t2
- Capacitatea termică masică (la presiune constantă):

{\displaystyle c_{p}={\left({\frac {\partial i}{\partial T}}\right)}_{p}={\frac {k\ R}{k-1}}}
- Variația entropiei:

{\displaystyle s_{2}-s_{1}=c_{p}\ln {\frac {T_{2}}{T_{1}}}}

### Transformare izotermică
O transformare izotermică are loc la temperatură constantă. Un exemplu de astfel de transformare apare într-un cilindru închis în contact termic perfect cu mediul ambiant. Lucrul mecanic produs de piston este obținut din căldură, care este primită din mediul ambiant, temperatura rămânând constantă. Oricare dintre perechile de parametri conjugați p-V sau T-s sunt semnificative.
- Legea de transformare:

{\displaystyle p\,V=const}
- Variația parametrilor:

{\displaystyle {\frac {p_{1}}{p_{2}}}={\frac {V_{2}}{V_{1}}}}
- Lucrul mecanic exterior:

{\displaystyle L_{12}=\int _{1}^{2}p\ dV=p_{1}\ V_{1}\ln {\frac {V_{2}}{V_{1}}}={\frac {m}{M}}\ R\ T\ln {\frac {p_{1}}{p_{2}}}}
- Lucrul mecanic tehnic:

{\displaystyle L_{t12}=L_{12}\,}
- Căldura schimbată:

{\displaystyle Q_{12}=L_{12}\,}
- Capacitatea termică masică:

{\displaystyle c=\infty \,}
- Variația entropiei:

{\displaystyle s_{2}-s_{1}=R\ln {\frac {p_{1}}{p_{2}}}=R\ln {\frac {V_{2}}{V_{1}}}}

### Transformare adiabatică
O transformare adiabatică are loc fără schimb de căldură cu mediul ambiant. Un exemplu de astfel de transformare apare într-un cilindru închis izolat din punct de vedere termic cu mediul ambiant. Lucrul mecanic produs de piston este obținut din energia internă a sistemului. Oricare dintre perechile de parametri conjugați p-V sau T-s sunt semnificative.
- Legea de transformare:

{\displaystyle p\,V^{k}=const}
unde k este raportul capacităților termice masice {\displaystyle {\frac {c_{p}}{c_{v}}}} adică exponentul adiabatic.
- Variația parametrilor:

{\displaystyle {\frac {T_{1}}{T_{2}}}=\left({\frac {V_{2}}{V_{1}}}\right)^{k-1}=\left({\frac {p_{1}}{p_{2}}}\right)^{\frac {k-1}{k}}}
{\displaystyle L_{12}=\int _{1}^{2}p\ dV={\frac {p_{1}\ V_{1}}{k-1}}\left[1-\left({\frac {p_{1}}{p_{2}}}\right)^{\frac {k-1}{k}}\right]={\frac {m\ R}{k-1}}\left(T_{1}-T_{2}\right)}
- Lucrul mecanic tehnic:

{\displaystyle L_{t12}=\int _{1}^{2}V\ dp=k\ L_{12}}
- Căldura schimbată este, prin definiție, nulă:

{\displaystyle Q_{12}=0\,}
- Capacitatea termică masică:

{\displaystyle c=0\,}
- Variația entropiei:

{\displaystyle s_{2}-s_{1}=0\,}

### Transformare politropică
Transformarea politropică apare când exponentul politropic (vezi mai jos legea de transformare) este constant și este o generalizare a transformărilor prezentate mai sus. Un exemplu de astfel de transformare apare într-un cilindru închis, dar care poate schimba cu mediul ambiant atât lucru mecanic, cât și căldură. Lucrul mecanic produs de piston este obținut atât din căldura provenită din mediul ambiant, cât și din energia internă a sistemului. Oricare dintre perechile de parametri conjugați p-V sau T-s sunt semnificative.
- Legea de transformare:

{\displaystyle p\,V^{n}=const}
unde n este exponentul transformării.
- Variația parametrilor:

{\displaystyle {\frac {T_{1}}{T_{2}}}=\left({\frac {V_{2}}{V_{1}}}\right)^{n-1}=\left({\frac {p_{1}}{p_{2}}}\right)^{\frac {n-1}{n}}}
- Lucrul mecanic exterior:

{\displaystyle L_{12}=\int _{1}^{2}p\ dV={\frac {p_{1}\ V_{1}}{n-1}}\left[1-\left({\frac {p_{1}}{p_{2}}}\right)^{\frac {n-1}{n}}\right]={\frac {m\ R}{n-1}}\left(T_{1}-T_{2}\right)}
- Lucrul mecanic tehnic:

{\displaystyle L_{t12}=\int _{1}^{2}V\ dp=n\ L_{12}}
- Căldura schimbată:

{\displaystyle Q_{12}=m{\frac {n-k}{n-1}}c_{v}\left(T_{2}-T_{1}\right)}
- Capacitatea termică masică:

{\displaystyle c_{n}=c_{v}{\frac {n-k}{n-1}}={\frac {R}{k-1}}-{\frac {R}{n-1}}}
- Variația entropiei:

{\displaystyle s_{2}-s_{1}=c_{n}\ln {\frac {T_{2}}{T_{1}}}=c_{p}\ln {\frac {T_{2}}{T_{1}}}-R\ln {\frac {p_{2}}{p_{1}}}}
Din relațiile pentru transformarea politropică:
- Pentru {\displaystyle n=\pm \infty \,} se obține, la limită, transformarea izocoră.
- Pentru {\displaystyle n=0\,} se obține, la limită, transformarea izobară.
- Pentru {\displaystyle n=1\,} se obține, la limită, transformarea izotermică.
- Pentru {\displaystyle n=k\,} se obține transformarea adiabatică.

### Transformare izoentalpică
La gazul perfect capacitatea termică masică nu variază cu temperatura, astfel că în cazul transformărilor reversibile transformarea izoentalpică este identică cu transformarea izotermică.
La nivel diferențial, aplicabil nu numai pentru gazul perfect, ci și pentru gaze reale, transformarea izoentalpică înseamnă {\displaystyle di=0\,} (*) și se pot scrie relațiile:
- din primul principiu al termodinamicii:

{\displaystyle dq=di-vdp\,},     de unde     {\displaystyle dq/dp=di/dp-v\,}
{\displaystyle dq=dq/dp*dp+dq/dT*dT\,}
- din principiul al doilea al termodinamicii:

{\displaystyle dq=Tds\,}
{\displaystyle Tds=(di/dp-v)dp+c_{p}dT\,} ,     {\displaystyle c_{p}=dq/dT\,}
{\displaystyle Tds=di-vdp\,}     de unde     {\displaystyle Tds/dp=di/dp-v\,}     și     {\displaystyle di/dp=Tds/dp+v\,}
- din relațiile Maxwell:

{\displaystyle ds/dp=-dv/dT\,}
{\displaystyle di/dp=-Tdv/dT+v\,}
{\displaystyle dq=c_{p}dT+(v-Tdv/dT)dp\,}
unde:
dq - căldura schimbată în cursul transformării
v, dv - volumul și variația de volum, în condiția (*)
dp - variatia de presiune din sistem în condiția (*)
T, dT - temperatura și variația de temperatură din sistem în condiția (*)
cp - capacitatea termică masică la presiune constantă
di - variația de entalpie

### Transformare izoentropică
La gazul perfect capacitatea termică masică nu variază cu temperatura, astfel că în cazul transformărilor reversibile transformarea izoentropică este identică cu transformarea adiabatică.